# Sultanat de Salyan
El sultanat de Salyan fou un estat autònom de l'Azerbaidjan que va existir al segle xviii.
Sota el regnat del xah Suleiman I (1666-1694) príncep de la família dels utsmis de Kaytak anomenat Husayn Khan va arribar a la cort d'Esfahan on es va fer xiïta i això va complaure al xa que el va nomenar governador de Quba i de Saliyan (a la desembocadura del Kura) amb títol de Khan. Husayn va fundar el castell de Khudad que fou la seva residència. Va morir el setembre del 1721 i el va succeir el seu fill Ahmad Khan que poc després era expulsat pel príncep Surkhay Khan de Kazi Kumukh, que estava aliat amb el cap religiós de Muskur, Haji Dawud, dirigent rebel de Xirvan que tenia el suport de l'Imperi Otomà i que des de 1721 van tenir un paper considerable al Daguestan i Xirvan. Husayn Ali Khan ibn Ahmad, net de Husayn Khan, va aliar-se a Pere el Gran de Rússia (1682-1725) i va poder recuperar les possessions hereditàries dels utsmis de Kaytak però Salyan es va fer independent el 1729 sota Hasan Beg. Aquesta independència fou efímera perquè Nadir Xah, quan va anar a Xirvan per combatre la rebel·lió, va ocupar Salyan i la va entregar a Husayn Ali de Khudah que des de 1735 va residir habitualment a Quba (també escrit com Kuba o Kubba).
El 1747 a la mort de Nadir Shah, Husayn Ali Khan es va fer independent amb el títol de Khan de Quba. En la confusió Ibrahim Khan Rudbar es va apoderar de Salyan i es va proclamar kan. El 1757 els habitants, insatisfets amb el govern despòtic de Ibrahim Khan, es van revoltar i van cridar en ajut al kan de Quba, Husayn Khan, que va ocupar la ciutat i la va convertir en el centre d'un sultanat dependent del kanat de Quba designant sultà (un títol a mig camí entre el de Khan reservat al cap suprem i el de Beg reservat als caps militars i governadors tribals o locals) a Kalb Ali Khan; Fatali Khan de Quba va pujar al tron el 1758 i va estar sovint a Salyan.
Fath Ali Khan o Fatali Khan va buscar l'aliança amb Caterina II de Rússia. Mercès a l'ajut rus i altres aliances va poder dominar el Kanat de Derbent (1765) i el de Xirvan el 1767/1768, i mitjançant una aliança matrimonial va dominar Bakú, el kan del qual el va nomenar tutor del seu fill (1768). El 1782 va entrar a Saliyan (que des de 1747 era independent de fet) i va suprimir el sultanat. tot i que diverses vegades li havia donat suport en les seves lluites i li havia servit de refugi.
Fatali Khan va fer servir Salyan com a base per una expedició al sud que va arribar fins a Ardabil, que va ocupar i els Shahsevan, una confederació tribal que sota els seus kan van ser independent durant quaranta anys a Ardabil, el van reconèixer. Els kans de Karabagh i de Tabriz li van demanar també suport. Va planejar accions conjuntes amb el rei Irakli II de Kartli i Kakhètia (rei de Kakhètia del 1744 al 1798, i també de Kartli del 1762 al 1798) i s'hi va entrevistar a Shamkur, però poques setmanes després es va posar malalt i va morir el març del 1789. El va succeir el seu fill gran Ahmad Khan, mort al cap de dos anys, pujant al tron un segon fill, Shaykh Ali Agha.
Salyan va caure en mans del kan Mustafà Khan de Xirvan o Shamakha el 1799, que hi va establir un dels seus begs com a naib (governador). El 25 de desembre del 1805 Mustafa Khan i el general Pàvel Tsitsiànov van signar un tractat que establia el protectorat rus sobre el Kanat de Xirvan incloent Salyan. Mustafà va jurar i prometre acceptar la ciutadania russa: " Jo, Mustafa Khan de Xirvan, en el meu nom i en el dels meus hereus i successors, solemnement rebutjo per sempre el vassallatge de qualsevol estat i sota qualsevol títol i qualsevol dependència de Pèrsia o d'un altre poder i declaro a tot el món que no reconec per mi mateix i pels meus successors altra autocràcia suprema que la del gran emperador de totes les Rússies i les dels seus hereus i successors al tron imperial de Rússia, prometen lleialtat al tron, com a lleial servidor, i d'acord amb el costum ho va jurar sobre l'Alcorà". D'Acord al Tractat de Gulistan de 1813, Pèrsia va reconèixer el pas del kanat de Xirvan amb Salyan sota autoritat de l'Imperi Rus.
El 1820, Mustafa Khan va canviar de parer i va fugir a Pèrsia. Rússia llavors va abolir el kanat i l'administració directa russa fou establerta als seus territoris. La província de Xirvan es va formar poc després i el 1840 fou inclosa a la regió de la mar Càspia; el 1846 es va crear la província de Shemakha i el 1859 va passar a la província de Bakú i el 1868 al districte de Shamakha de la regió de Bakú.
Salyan va rebre l'estatus de ciutat el 1916. En el període de 1929 a 1930 fou la capital del districte de Mugan. Des de 1930, Salyan va esdevenir capital administrativa de la regió de Salyan.

## Kans
- Hasan Beg (Hasan Khan) 1729–1740
- A Quba 1740-1748
- Ibrahim Khan Rudbary 1748-1757

## Sultans
- Kalb Ali Khan 1757-1768
- Qubad Khan 1768-1782
- A Quba 1782-1799
- A Xirvan 1799